# Дубина (Полтавський район)
Дуби́на —  село в Україні, у Новосанжарській селищній громаді Полтавського району Полтавської області. Населення становить 672 осіб. До 2020 орган місцевого самоврядування — Руденківська сільська рада.

## Географія
Село Дубина знаходиться на лівому березі річки Ворскла, вище за течією на відстані 2 км розташоване село Балівка, нижче за течією примикає село Клюсівка, на протилежному березі - село Кунцеве. Річка в цьому місці звивиста, утворює лимани, стариці та заболочені озера. Поруч проходить залізниця, станція Нові Санжари за 1,5 км.

## Історія
12 червня 2020 року, відповідно до розпорядження Кабінету Міністрів України № 721-р «Про визначення адміністративних центрів та затвердження територій територіальних громад Полтавської області», село увійшло до складу Новосанжарської селищної громади.
19 липня 2020 року, в результаті адміністративно - територіальної реформи та ліквідації Новосанжарського району, село увійшло до складу новоутвореного Полтавського району Полтавської області.

## Об'єкти соціальної сфери
- Школа I-II ст.